# Грб Британске територије Индијског океана
Грб Британске територије Индијског океана је званични хералдички симбол ове британске прекоморске територије. Грб је усвојен 1990. год. на 25-у годишњицу стицања тог статуса. 
Централни део грба је штит. У централном делу штита се налазе круна и палма (симболи територија Индијског океана), оне су обасјане сунцем које се налази са њихове леве стране (представља положај Уједињеног Краљевства у односу на своју колонију). Испод њих се налазе три беле таласасте линије које представљају океан. У горњем делу штита налази се Застава Уједињеног Краљевства.
Држачи штита су две морске корњаче различитих врста које представљају локалну фауну. Са леве стране је Eretmochelys imbricata а са десне зелена морска корњача.
Челенка грба је гвоздена круна из које се издиже црвена кула на којој је истакнута застава територије.
Постамент је песковита подлога са шкољкама, што симболизује острвске плаже.
Мото грба је исписан на латинском: „In tutela nostra Limuria“. Он се односи на митолошки континент Лимурију који је према легенди изгубљен у Индијском океану.